# MoM-Wert
Bei einem MoM-Wert handelt es sich um eine Einheit, die einen gemessenen Wert zu einem Durchschnittswert in Beziehung setzt. Der MoM-Wert beschreibt also, um wie viel höher oder niedriger ein Messwert in Bezug auf einen Idealwert ist.

## Herkunft des Begriffs
Die Abkürzung „MoM“ leitet sich vom englischen Begriff „multiple of the median“ ab. Übersetzt bedeutet dies: „Vielfaches des Medians“ oder „Vielfaches des Zentralwertes“. Beim Durchschnittswert, auf den man sich hier bezieht, handelt es sich also um den Median bzw. den Zentralwert und nicht um den Mittelwert.

## Anwendung
Der MoM-Wert lässt sich überall dort einsetzen, wo ein Vergleich der direkten Messwerte zu keinem sinnvollen Ergebnis führt. Dies trifft insbesondere auf individuelle Messwerte zu, die sich im Laufe der Zeit systematisch verändern.

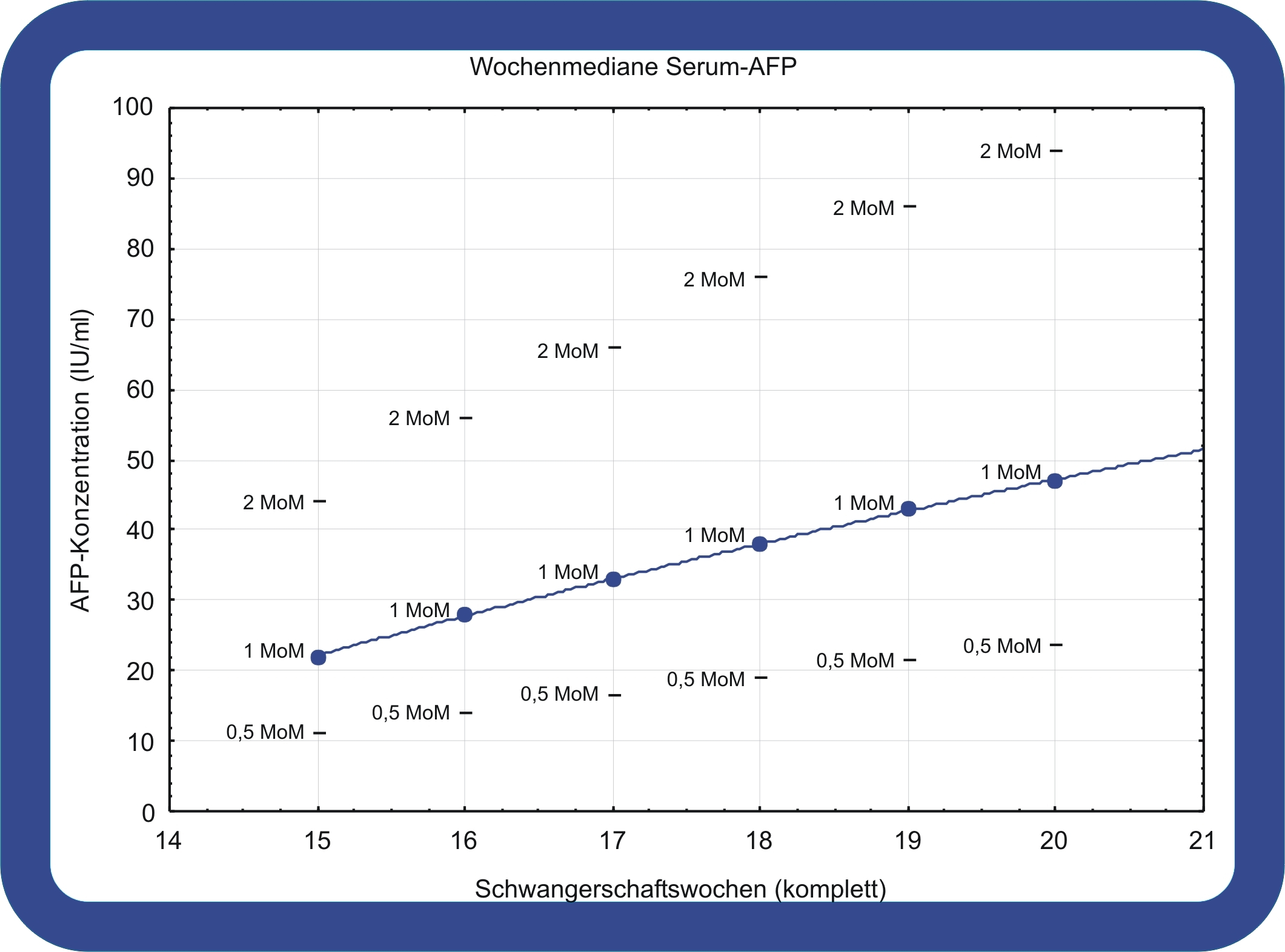
Serum-AFP-Wochenmediane

## Anwendungsbeispiel
Will eine schwangere Frau ihren persönlichen AFP-Laborwert mit einem Idealwert vergleichen, ergibt es keinen Sinn, den Durchschnittswert einer ganzen Periode als Referenz zu wählen, etwa die durchschnittliche AFP-Konzentration zwischen der 15. und 20. Schwangerschaftswoche. Bildet man den systematisch steigenden Verlauf der AFP-Konzentrationen über diesen Zeitraum ab, so wird deutlich, dass ein Vergleich nur für den jeweiligen Zeitpunkt der Schwangerschaft Sinn ergibt, in dem sich die Schwangere befindet. Eine Frau in der 15. Woche vergleicht ihren Wert also sinnvoll mit dem Referenzwert der 15. Woche der nebenstehenden Abbildung:
Betrüge ihre AFP-Konzentration in der 15. Woche genau 22 IU/ml, dann läge der MoM-Wert bei 1 (das Einfache des Medians). Bei einer AFP-Konzentration von 44 IU/ml läge der MoM-Wert bei 2 (dem Zweifachen des Medians) und bei einer AFP-Konzentration von 11 IU/ml läge der MoM-Wert bei 0,5 (der Hälfte des Medians).
In einer anderen Schwangerschaftswoche ständen die MoM-Werte für andere Konzentrationen. So entspräche etwa in der folgenden 16. Woche 1 MoM einer Konzentration von 28 IU/ml, 2 MoM einer von 56 IU/ml und 0,5 MoM einer von 14 IU/ml.

## Anwendungsbereiche
Ein Schwerpunkt für die Verwendung von MoM-Werten findet sich im Bereich der Pränataldiagnostik.
Insbesondere beim vorgeburtlichen Screening auf Chromosomenanomalien und Neuralrohrdefekte werden bei der Risikokalkulation niemals direkte Messwerte, sondern fast ausschließlich MoM-Werte bzw. deren Logarithmen verwendet.
Die mathematische Verwendung solcher MoM-Werte bei dieser Form der Risikoanalyse wird fundiert und ausführlich bei Palomaki und Haddow sowie bei Reynolds und Penney beschrieben.